# Ясин Йозтекин
Ясин Йозтекин (на турски: Yasin Öztekin; роден 19 март 1987 г., Дортмунд, Германия) е турски футболист, полузащитник играещ в Галатасарай.